# Alexei Venkov
Alexei Borisovich Venkov (em russo:  Алексей Борисович Венков, 1946) é um matemático russo, especialista em teoria espectral de formas automórficas.
Venkov obteve a graduação na Universidade Estatal de Leningrado em 1969, onde obteve em 1973 o grau de Candidato de Ciências (doutorado), orientado por Ludvig Faddeev. Foi depois acadêmico do Instituto de Matemática Steklov em São Petersburgo, onde obteve em 1980 o Doktor nauk (habilitação) com a tese Spectral theory of automorphic functions (em russo).
Foi palestrante convidado do Congresso Internacional de Matemáticos em Varsóvia (1983).

## Publicações selecionadas

### Artigos
- com V. L. Kalinin and Ludvig Faddeev: A nonarithmetic derivation of the Selberg trace formula, Journal of Soviet Mathematics, vol. 8, 1977, pp. 171–199
- Spectral theory of automorphic functions, the Selberg zeta-function, and some problems of analytic number theory and mathematical physics, Russian Mathematical Surveys, vol. 34, 1979, pp. 79–153
- Remainder term in the Weyl-Selberg asymptotic formula, Journal of Mathematical Sciences 17, no. 5, 1981, pp. 2083–2097 doi:10.1007/BF01567587
- com N. V. Proskurin: Automorphic forms and Kummer´s problem, Russian Mathematical Surveys, vol. 37, 1982, pp. 165–190
- Selberg´s trace formula for an automorphic Schroedinger Operator, Functional Analysis and Applications, vol. 25, 1991, pp. 102–111 doi:10.1007/BF01079589
- On a multidimensional variant of the Roelcke-Selberg conjecture, Saint Petersburg Mathematical Journal, vol. 4, 1993, pp. 527–538
- com A. M. Nikitin: The Selberg trace formula, Ramanujan graphs and some problems in mathematical physics,  Saint Petersburg Mathematical Journal, vol. 5, 1994, pp. 419–484.
- Approximation of Maass forms by analytic modular forms, Saint Petersburg Mathematical Journal, vol. 6, 1995, pp. 1167–1177
- The Zagier formula with the Eisenstein-Maass series at odd integer points, and the generalized Selberg zeta function, Saint Petersburg Mathematical Journal, vol. 6, 1995, pp. 519–527.
- com E. Balslev: Selberg's eigenvalue conjecture and the Siegel zeros for Hecke L-series, in: Analysis on Homogeneous Spaces and Representation Theory of Lie Groups, Okayama-Kyoto 1997, Advanced Studies in Pure Mathematics 26, Mathematical Society of Japan 2000, pp. 19–32
- com Erik Balslev: Spectral theory of Laplacians for Hecke groups with primitive character, Acta Mathematica, vol. 186, 2001, pp. 155–217, doi:10.1007/BF02401839; Correction vol. 192, 2004, pp. 1–3 doi:10.1007/BF02441083
- com E. Balslev: On the relative distribution of eigenvalues of exceptional Hecke operators and automorphic Laplacians, Original publication: Algebra i Analiz, tom 17 (2005), nomer 1. Journal: St. Petersburg Math. J. 17 (2006), 1-37 doi:10.1090/S1061-0022-06-00891-0
- com A. Momeni: Mayer's transfer operator approach to Selberg's zeta function, Original publication: Algebra i Analiz, tom 24 (2012), nomer 4. Journal: St. Petersburg Math. J. 24 (2013), 529–553 doi:10.1090/S1061-0022-2013-01252-0
- com D. Mayer and A. Momeni: Congruence properties of induced representations and their applications, Original publication: Algebra i Analiz, tom 26 (2014), nomer 4. Journal: St. Petersburg Math. J. 26 (2015), 593–606 doi:10.1090/spmj/1352

### Livros
- Spectral theory of automorphic functions, American Mathematical Society 1983
- Spectral theory of automorphic functions and its applications, Kluwer 1990; 2012 reprint. [S.l.]: Springer; pbk